# كارلوس ر. مورينو
كارلوس ر. مورينو (بالإنجليزية: Carlos R. Moreno) هو محامي ودبلوماسي وقاضي أمريكي، ولد في 4 نوفمبر 1948 في لوس أنجلوس في الولايات المتحدة.

## وصلات خارجية
- كارلوس ر. مورينو على موقع إن إن دي بي (الإنجليزية)